# Apalis chapini
El apalis de Chapin (Apalis chapini) es una especie de ave paseriforme de la familia Cisticolidae endémica de las montañas que hay al norte y noroeste del Lago Malaui. Su nombre conmemora al ornitólogo estadounidense James Chapin.

## Distribución
Se encuentra únicamente en las montañas del Arco montañoso Oriental que se extienden al norte del lago Malaui y las que lo circundan por el noroeste, distribuido por Malaui, Tanzania y Zambia. Su hábitat natural son los bosques húmedos tropicales de montaña.